# Gnadochaeta madera
Gnadochaeta madera là một loài ruồi trong họ Tachinidae.